# Georges Béjot
Pour les articles homonymes, voir Béjot.
Georges Stanislas Jean Béjot, né le 23 août 1896 à Besançon et mort le 25 juillet 1987 à Reims, est évêque auxiliaire de Besançon puis de Reims et personnalité du catholicisme social.

## Biographie
Georges Béjot est le fils de Pierre Charles Alexandre Béjot (1860-1940), pharmacien de première classe à Besançon, et de Anne Marie Françoise Féraud, dite Francine (1869-1910) . Pendant la Première Guerre mondiale, il est d'abord ajourné, pour raison de santé, lorsque la classe "1916" est appelée, le 8 avril 1915 avec plus d'un an d'anticipation à rejoindre le front, puis incorporé en septembre 1917 au 107e régiment d'artillerie lourde, puis passe au 104e, en 1918, mis en congé en avril, jusqu’à la libération de sa classe en septembre 1919 pour suivre les cours de l’Ecole Centrale Paris. Il en obtient le diplôme d’« Ingénieur des Arts et Manufactures ». Il participe au patronage du quartier Mouffetard, l'un des plus pauvres de la capitale et c’est là que naît son désir d’être prêtre. En 1920, au Séminaire Saint-Sulpice d’Issy les Moulineaux, il est dans le même cours que le Père Georges Guérin, fondateur de la Jeunesse ouvrière chrétienne en France, avec qui il se retrouve pleinement. Ils sont ordonnés le même jour, le 29 juin 1925. ils resteront très liés durant toutes leurs vies.

### Sacerdoce
Devenu prêtre, vicaire de St Joseph du faubourg des Vosges à Belfort, de 1925 à 1928, dans le quartier Alsthom, une paroisse populaire,  il mesure spectaculairement le fossé qui sépare l'Église des ouvriers : « à la sortie de l'usine, remontant le courant en soutane, je ne rencontrais que des regards fermés [... ] j'avais l'impression de deux fleuves qui ne se rencontraient jamais : le fleuve de la pratique paroissiale et ce fleuve humain des usines »;  fin 1927, Béjot invite  Georges Guérin, dans le diocèse. A la première rencontre, il y avait 8 personnes dont 5 ouvriers. Deux mois plus tard, deux sections existaient. Georges Béjot fonde et se met à l’école de la JOC naissante.
Béjot est nommé sous-directeur des œuvres diocésaines, en 1928, à Besançon, défenseur du laïcat d’Action Catholique. En 1930, il est aumônier diocésain de la jeunesse. C’est à Besançon qu’est inauguré le passage de la révision d’influence à la révision de vie ; Révision d'influence, illustrée par le slogan "Nous referons chrétiens, nos frères" du débuts de la JOC,  devient  la révision de vie, avec le fameux «voir, juger, agir». L’influence de la philosophie blondélienne de l’immanence, parmi le jeune clergé et des professeurs du grand séminaire, permet à G. Béjot de construire une spiritualité jociste plus réceptive aux «richesses de la masse», c'est-à-dire aux ressources profondes du peuple. Les réunions d’aumôniers permettent à G. Béjot de diffuser la nouvelle méthode qui gagne les autres mouvements d’Action catholique, y compris ceux pour adultes. 
Il est de nouveau mobilisé en septembre 1938 et en août 1939, il est capitaine de réserve.
Béjot est nommé directeur des œuvres diocésaines en 1940 et vicaire général en juillet 1942 pour le secteur de Belfort. En 1943, un article dans « Masses ouvrières » lui vaut des ennuis avec le Saint-Office, pour cela il ne sera jamais nommé évêque titulaire. Il fut sacré évêque auxiliaire en 1947. Le 4 avril 1954, la première pierre de la future Chapelle Notre-Dame-du-Haut est posée avec sa bénédiction de vicaire capitulaire de Besançon, en présence de l’architecte. C’est un véritable risque que prend Georges Béjot, après la mort de Mgr Dubourg, lorsqu’il bénit la première pierre sans attendre l’arrivée du nouvel archevêque Mgr Dubois 

### À Reims
En 1955, il est envoyé comme auxiliaire de Mgr Marmottin dans l'Archidiocèse de Reims. De 1962 à 1965, il vit passionnément le Concile Vatican II, il interviendra au concile pour promouvoir le type de laïcat vécu dans la JOC et l'ACO, en vue d'assurer une évangélisation par des ouvriers vers d'autres ouvriers, autrement dit, une Église qui se vive éventuellement hors les murs des églises. 
Il est aussi l'auxiliaire de François Marty en 1960. Il célèbre la «Messe pour la paix» dans le cadre de la réconciliation franco-allemande scellée avec le chancelier allemand Konrad Adenauer à la cathédrale de Reims, le dimanche 8 juillet 1962 ; et de Jean-Marie Maury en 1968 jusqu’en 1971, date à laquelle il prit sa retraite. Il a 75 ans, les clarisses de Reims lui proposent un petit studio dans une maison de la propriété à Tinqueux. Il accompagne aussi bien les prêtres ouvriers que le conseil épiscopal, que des religieuses, que des anciens de l’École centrale, et accueille la Nouvelle-Calédonie en visite, ou le Dahomey, etc. Il reste en contact avec la JOC, il va succéder au Père Guérin au Pavillon du Lac à Lourdes.
Il est membre de la commission épiscopale du monde ouvrier de 1955 à 1971, membre de l'Académie nationale de Reims de 1955 à 1966;
En 1971, a 75 ans, les clarisses lui proposent un petit studio dans une maison de la propriété de Tinqueux. Poursuivant ses relations avec tous les milieux, il accompagne aussi bien les prêtres ouvriers que le conseil épiscopal, que des religieuses que des anciens de l'Ecole Centrale. Il succède au Père Guérin au Pavillon du Lac à Lourdes. Il est nommé supérieur de la communauté, délégué de l’evêque.
Il meurt à Reims, 18, rue de l’Écu, le 25 juillet 1987. Une rue porte son nom à Reims.

## Écrits
- Nouveaux chantiers dans l'Église. L'Apostolat des familles et des classes, par le chanoine Tiberghien. La Famille, par le R.P. Lambert. Éducation chrétienne de l'esprit de classe chez nos jeunes, par le chanoine Béjot, 1939
- Lettre circulaire, pour faire part des derniers enseignements de notre archevêque défunt, Mgr Maurice Dubourg, sur les jeunes d'aujourd'hui, 24 février 1954
- Mystères chrétiens et action jociste, 1956
- Un évêque à l'école de la J.O.C, entretiens avec Étienne Gau, Éditions Ouvrières, 1978.

## Décorations
- Chevalier de la Légion d'honneur[Quand ?]
- Croix de guerre 1914-1918